# Mark Dinning
Mark Dinning, geboren als Max E. Dinning (Drury (Grant County), 17 augustus 1933 - Jefferson City, 22 maart 1986), was een Amerikaanse popzanger.

## Jeugd
Dinning groeide op op een farm bij Nashville. Hij stamde uit een enthousiaste muzikale familie en was de jongste van negen kinderen. Zijn oudste drie zusters Lou, Ginger en Jean vormden de zanggroep The Dinning Sisters en scoorden aan het eind van de jaren 1940 een tophit met hun single Buttons en Bows. Een tijdlang was Clara Ann Fowler Mark Dinnings babysitter, die later beroemd werd als de zangeres Patti Page. Mark zelf leerde elektrische gitaar spelen en legde zich vooralsnog toe op countrymuziek. Aan het begin van 1957 kreeg hij met behulp van de muziekuitgever Wesley Rose, bij wie hij had voorgespeeld, een platencontract bij MGM Records, echter zijn eerste opnamen waren geen groots succes.

## Carrière
De ommekeer diende zich aan met de song Teen Angel, die Dinnings zus Jean samen met haar echtgenoot Red Surrey had geschreven. De titel werd op Dinnings zesde MGM-single geperst en in december 1959 op de markt gebracht. Aangezien de song vanwege zijn morbide inhoud als death-disc werd verboden, werd ze vooralsnog geboycot door de meeste radiostations. Pas toen een diskjockey uit Chicago de boycot doorbrak, belandde Teen Angel ook in de Billboard Hot 100, waar de song ten slotte in februari 1960 de toppositie innam. Van het nummer werden meer dan 3,5 miljoen exemplaren verkocht. De single werd door de platenindustrie bekroond met een gouden plaat. Op deze manier bekend geworden, kon Dinning in de daarop volgende 12 maanden verdere drie nummers plaatsen in de Hot 100, die echter niet konden evenaren aan het succes van Teen Angel.
In 1963 verliep Dinnings contract bij MGM Records, nadat daar met hem 16 singles en twee albums waren geproduceerd. Aansluitend had hij bij verschillende labels slechts kortstondige verbintenissen. Zijn laatste platen publiceerde hij bij United Artists Records, waar tussen 1967 en 1969 nog eens vier singles werden geproduceerd.
Nog tijdens de jaren 1960 trok Mark Dinning met zijn broer Ace door het zuiden van de Verenigde Staten, waar beiden concerten gaven in de clubs. In 1973 was de successong Teen Angel onderdeel van de soundtrack van American Graffiti.

## Privéleven en overlijden
Later kreeg hij alcoholproblemen en na een optreden in 1986 in Jefferson City kreeg hij een hartinfarct, aan gevolgen waarvan hij op 22 maart op 52-jarige leeftijd overleed. Hij werd bijgezet op het Dry Fork Cemetary bij Guthrie in Callaway County.

## Discografie

### Singles
MGM Records
- 1957: Shameful Ways / A Million Years Ago
- 1957: When You're Tired of Breaking / School Fool
- 1958: Do You Know /You Thrill Me
- 1958: The Blackeyed Gypsy / Secretly in Love With You
- 1959: A Life of Love / Cutie Cutie
- 1959: Teen Angel / Bye Now Baby
- 1959: A Star Is Born / You Win Again
- 1960: The Lovin' Touch / Come Back to Me
- 1960: She Cried on My Shoulder / The World Is Gettin' Smaller
- 1961: Top Forty, News, Weather and Sports / Suddenly
- 1961: Can't Forget / Another Lonely Girl
- 1961: Turn Me On / Lonely Island
- 1961: In a Matter of Moments / What Will My Mary Say
- 1962: All of This for Sally / The Pickup
- 1962: I Catch Myself Crying / She's Changed
- 1963: The Twelfth of Never / Somebody Catch Me Kissin' Mary

Cameo
- 1964: January / Joey
- 1964: Should We Do It / Call Her Your Sweetheart

Hickory
- 1965: Dial AL 1-4883 / I'm Glad We Fell in Love
- 1966: There Stands A Lady / The Last Rose
- 1966: He Reminds Me of Me / Run Opie Run

United Artists Records
- 1967: It's Such a Pretty World Today / Atlanta Georgia Stray
- 1967: Hangin' On / Maggie
- 1968: Throw a Little Love My Way / A Dissatisfied Man
- 1969: How Little Man Care / Lemon Yellow

### Albums (MGM Records)
- 1960: Teen Angel
- 1960: Wanderin'

- Bibliothèque nationale de France: cb138932917 (data)
- Gemeinsame Normdatei: 134627091
- International Standard Name Identifier: 0000 0000 4195 7352
- Library of Congress Control Number: no2002076721
- MusicBrainz: 4d6512f3-fdc4-4995-9f3b-2fd77d247ea2
- Virtual International Authority File: 66143757
- WorldCat: E39PBJr83kCqx89b4BgMgtYwYP